# Peleteria acutiforceps
Peleteria acutiforceps är en tvåvingeart som beskrevs av Zimin 1961. Peleteria acutiforceps ingår i släktet Peleteria och familjen parasitflugor. Inga underarter finns listade i Catalogue of Life.